# Clément Bétouigt-Suire
Clément Bétouigt-Suire, nascido em 31 de janeiro de 1998, é um ciclista francês, membro da equipa Dunkerque Grand Littoral Cofidis.

## Biografia
É saído de uma família de ciclista, o seu avô Jacques Suire participou duas vez nos Jogos Olímpicos nos anos 1960.

## Palmarés em estrada
- 2014
  -  Campeão de France em estrada cadetes
  - Classificação final do Troféu Madiot
- 2015[2]
  -     - 2. ª etapa da Estrela do Sul-Limbourg
    - 3. ª etapa do Troféu Centre Morbihan
    - 3. ª etapa do Troféu Karlsberg

  - 2.º do campeonato do mundo em estrada juniores
  - 3.º do Troféu Karlsberg
- 2016
  -     - 1.ª etapa da Volta da Abitibi

  - 2.º de Kuurne-Bruxelas-Kuurne juniores
  - 2.º do grande Prêmio Tania de Jonge

## Palmarés em pista

### Campeonatos da França
- 2013
  - 2.º do americana cadetes (com Tristan Sélivert)
- 2014
  - 2.º da perseguição cadetes
  - 2.º do Americana cadetes (com Ludovic Suire)
- 2015
  -  Campeão da França de perseguição por equipas juniores (com Romain Neboit, Johan Delalaire e Clément Delayen)
- 2016
  -  Campeão da França da corrida por pontos juniores
  -  Campeão da França da americana juniores (com Ludovic Suire)
  - 3.º da velocidade juniores